# Karachi
Karachi (urdu: کراچی; gujarati: કરાચી, sindhi: ڪراچي) är den största staden i Pakistan och huvudstad i provinsen Sindh. Folkmängden uppgick till cirka 15 miljoner invånare vid folkräkningen 2017.
Karachi är Pakistans finansiella och kommersiella centrum och har en viktig hamn i regionen där den ligger vid Arabiska sjön, nordväst om floden Indus delta. Staden står för den största delen av Pakistans BNP och för 65 procent av landets inkomster. Karachi har den högsta inkomsten per capita i Sydasien och är kärnan i de regionala affärsmässiga och teknologiska verksamheterna. Läs- och skrivkunnigheten är bland de högsta i landet och staden är även säte för framstående akademiska institutioner och forskning.
På platsen där staden ligger fanns under antiken ett fiskarsamhälle och den moderna hamnstaden utvecklades av myndighetspersoner från Brittiska Indien under 1800-talet. När Pakistan bildades 1947 valdes staden till huvudstad och blev utsatt för en stor tillströmning av immigranter från Indien, som gjorde att stadens folkmängd ökade vilket påverkade både demografi och ekonomi. Karachi har genomgått stora infrastrukturella och socioekonomiska utmaningar men moderna industrier och affärsverksamhet har utvecklats i staden och folkmängden ökade även efter att huvudstaden flyttades till Islamabad 1959. Då hade Rawalpindi dessförinnan varit interimistisk huvudstad.
Karachi är den mest etniskt och religiöst diversifierade staden i landet. Under 1980-talet och i början av 1990-talet skedde en stor tillströmning av flyktingar från det afghansk-sovjetiska kriget vilket ökade det politiska och sekteristiska våldet mellan de punjabiska och sindhiska grupperna, och indiskättade mohajirer. Införandet av den pakistanska armén och krigslagarna skrämde staden men en nationell ekonomisk topp i början av 2000-talet resulterade i ekonomisk tillväxt och framgång för staden.

## Historia
Karachis historia före 1800-talet är knapphändig. Staden var känd under namnet Barbarikon under det Indo-grekiska kungadömet. Enligt legenden grundades Krokola när en gammal fiskarkvinna vid namnet Mai Kolachi bosatte sig nära floden Indus delta för att bygga ett samhälle. I Krokola stannade Alexander den store för att bygga upp en flotta på sin resa tillbaka till Babylonien. Alexanders amiral Nearchus seglade tillbaka till Mesopotamien från Morontobarahamnen vilket antas vara ön Manora utanför Karachis hamn. När Muhammad bin Qasim erövrade det nuvarande Pakistan 712, kallades området för Debal (eller Debul) vilket kan ha varit ursprungsbyn för det nuvarande Karachi. Enligt den brittiske historikern Eliot, skapades delar av Karachi och ön Manora ur staden Debal.

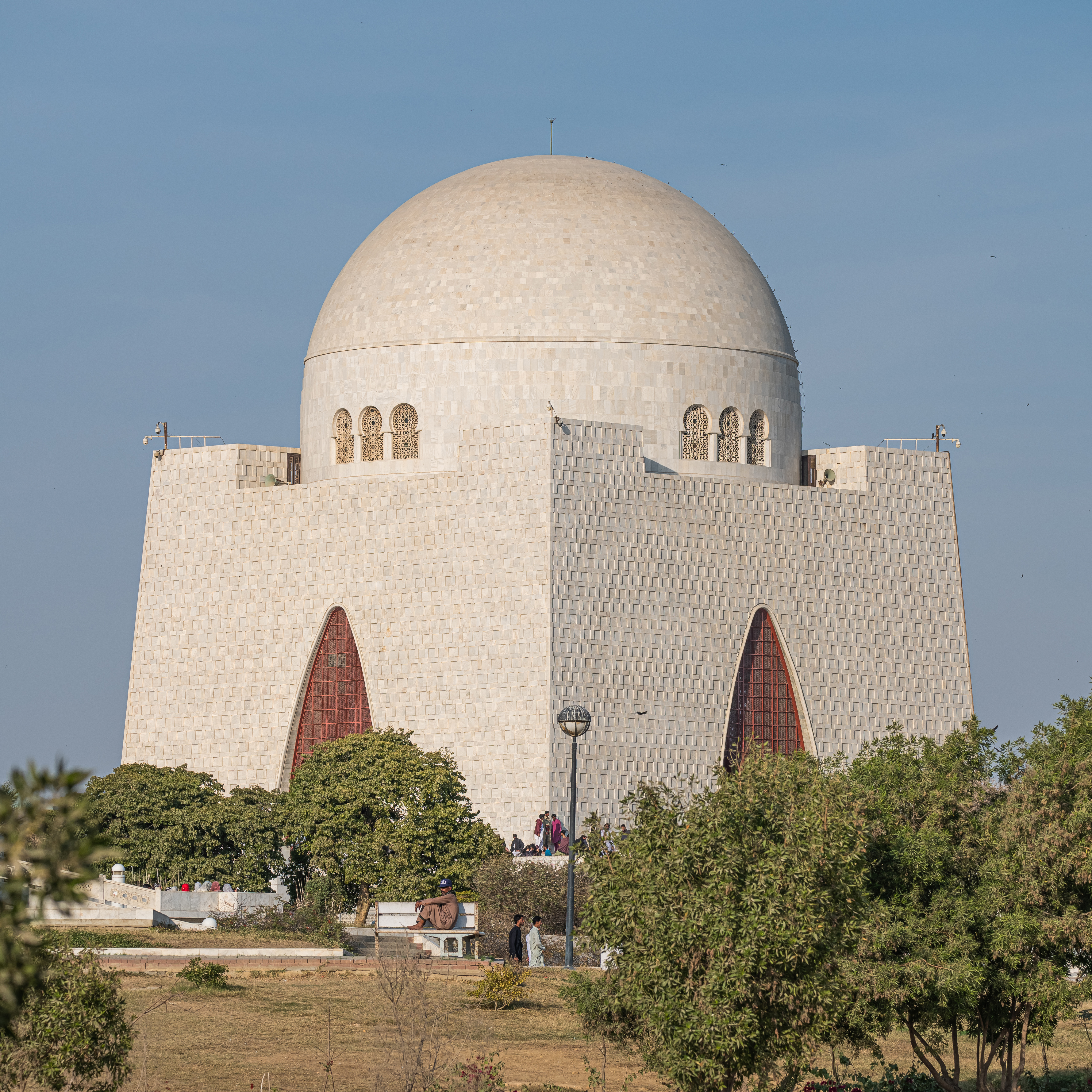
Muhammed Ali Jinnahs gravplats

Det var 1772 som staden Kolachi-jo-Goth ändrades från en fiskestad till en handelsplats när den valdes till hamn för affärer med Muskat och Bahrain. De följande åren byggdes en fästning som monterades med kanoner från Muskat. Fästningen hade två portar, en mot havet som kallades Kharo Dar (på Sindhi), Khara Dar (på Urdu) eller Saltporten, Kharadar och en mot floden som kallades Mitho Dar (på Sindhi), Meetha Dar (på Urdu) eller Vackra porten Mithadar. Idag motsvarar de båda portarna stadsdelarna Kharodar and Mithodar. 1795 övergick stadens styre från Shahen av Kalat till Sindhiska härskare.
Karachi nådde en hög position som hamn vilket gjorde att britterna erövrade staden 3 februari 1839. Tre år senare införlivades den med Brittiska Indien som ett distrikt. Britterna insåg vikten av Karachi som en naturlig hamn för Indus naturtillgångar och Karachi utvecklades snabbt till en livlig hamnstad. Ett berömt citat av Charles James Napier är: Would that I could come again to see you in your grandeur! (Hoppas jag kan komma hit igen och se dig i din storslagenhet). Napiers citat visade sig nästan vara en profetia eftersom det var under Brittiska Indien som Karachi snabbt växte då hamnen utvecklades. När Sepoyupproret bröt ut 1857 allierade det 21:a medborgarinfanteriet sig med rebellerna och gick med i kriget 10 september 1857. Britterna återtog snabbt kontrollen över Karachi och besegrade motståndet.

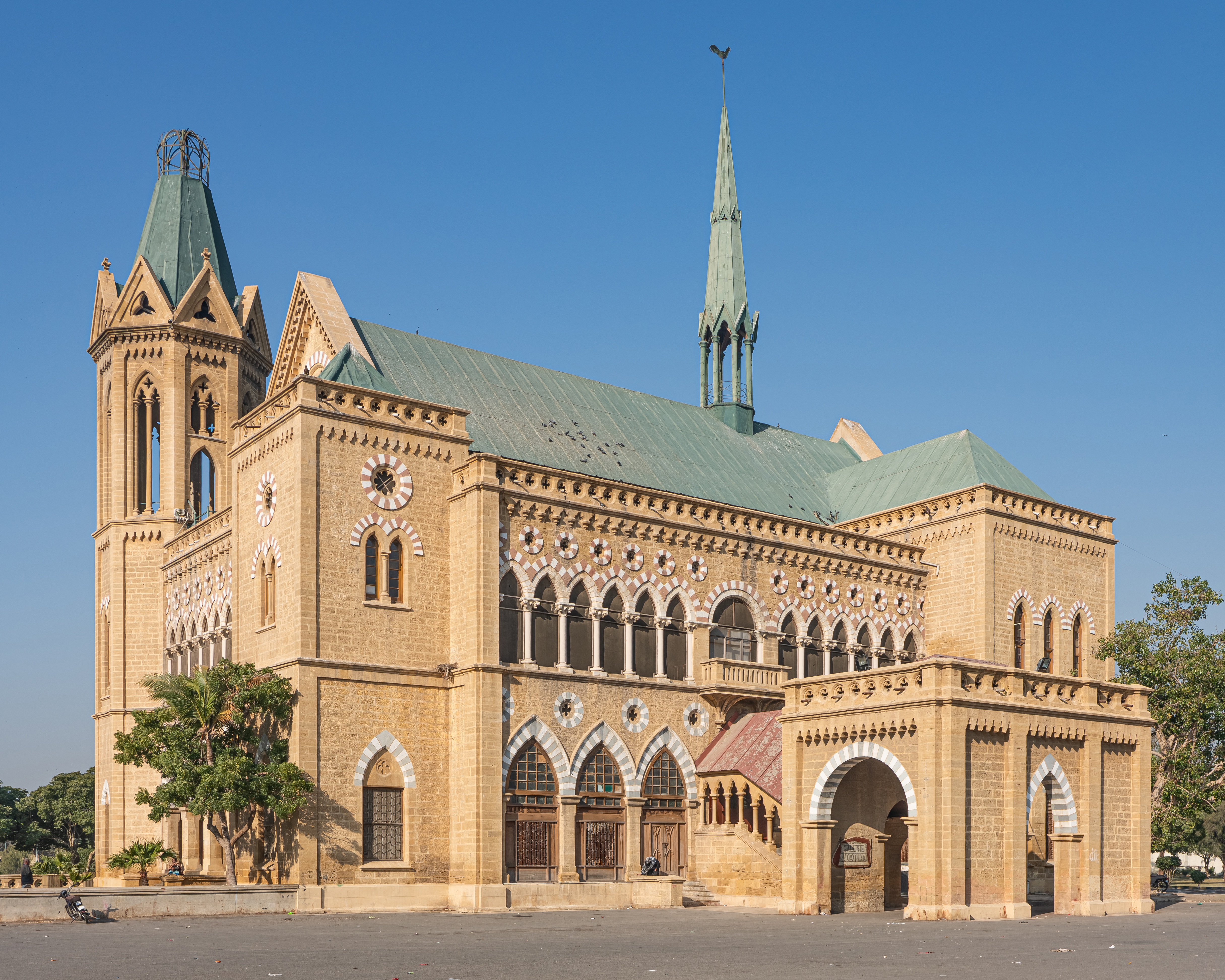
Karachi Frere Hall som byggdes av britterna

1876 föddes Pakistans grundare Muhammed Ali Jinnah i staden, och han begravdes där vid sin död. Vid den tiden var Karachi en utvecklad stad med järnvägar, stenbelagda gator, torg och affärscentra liksom den magnifika hamnen som hade byggts av britterna. Många av byggnaderna byggdes i klassisk kolonialstil som stod i kontrast mot den viktorianska islamiska stilen "Mughalgotik" i Lahore. Många av de gamla byggnaderna finns kvar ännu idag och är ett intressant mål för många besökare.
Karachi fortsatte att växa i storlek och betydelse tack vare sin position som en stor hamnstad. En järnväg band samman Karachi med resten av Brittiska Indien på 1880-talet. Befolkningen växte från 73 500 människor till 105 199 (1891) och 115 407 (1901) (källa Encyklopaedia Britannica 1911). 1899 sades Karachi vara den största hamnen för export av spannmål i Fjärran östern. När Delhi blev huvudstad 1911 blev Karachi i det närmaste porten till Indien och 1936 förklarades den som huvudstad i Sindhprovinsen framför den tidigare huvudstaden Hyderabad.
1947 blev Karachi huvudstad i det nya landet Pakistan. Vid den tiden hade staden 400 000 invånare och den tillväxten accelererade som ett resultat av sin nya status. Som huvudstad blev Karachi centrum i landet utöver sin status som kulturellt centrum i den delen av världen. Även om huvudstaden senare flyttades till Rawalpindi och därefter Islamabad så är Karachi fortfarande Pakistans ekonomiska centrum, som producerar en stor andel av nationens BNP och tjänstemannasektor. På 1960-talet sågs Karachi som ekonomisk förebild i området och staden fick lovord för sina ekonomiska framsteg. Under 1990-talet skakades staden av sekteristiskt våld men fortsatte att växa och hade 2006 omkring 12 miljoner invånare. Den nuvarande ekonomiska boomen har skapat en snabb tillväxttakt i staden.

## Geografi och klimat

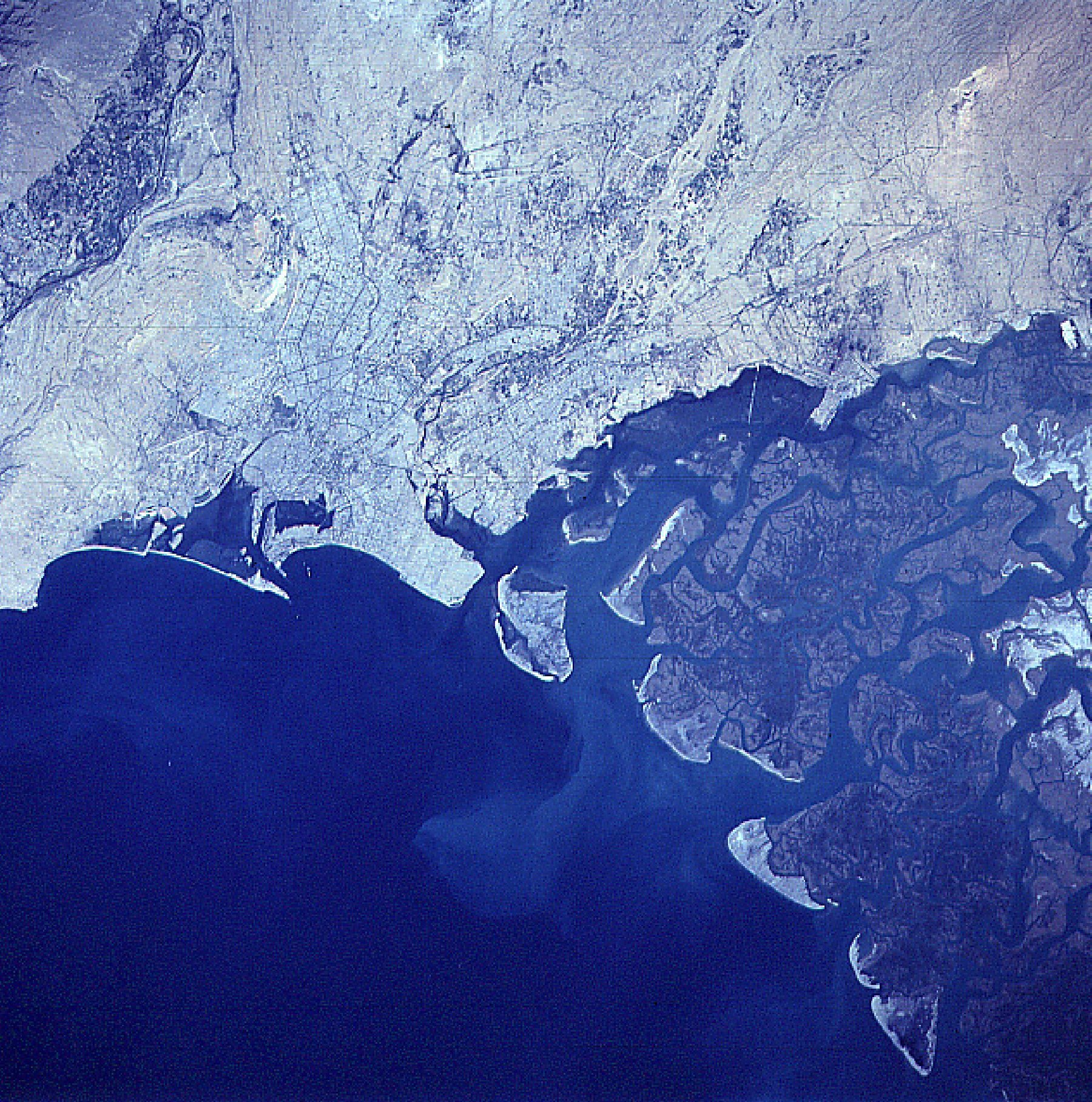
Karachi ligger vid Arabiska sjön.

Karachi ligger i södra Pakistan, direkt norr om Arabiska sjön. Staden har en area på 3 527 kvadratkilometer som består av ett platt eller svagt kuperat landskap med kullar utanför de västra och norra utkanterna. Två floder rinner genom staden. Malirfloden kommer från nordost och rinner in mot centrum, och Lyarifloden rinner från norr till söder. Det finns även ytterligare små floder som rinner genom staden. Hamnen som ligger i en vik i sydöstra Karachi skyddas från stormar av öarna Kemari och Manora, liksom av Ostronklipporna. Tillsammans skyddar dessa tre naturliga barriärer den större delen av hamnens infart i väster. I söder avgränsas staden av en rad badstränder vid Arabiska sjön.
Som kuststad har Karachi ett relativt milt klimat, med låga nederbördsmängder (ungefär 250 millimeter per år) som för det mesta faller under monsunregn. Även om staden har milda vintrar och heta somrar så gör närheten till havet att luftfuktigheten hålls på en nästan konstant hög nivå. På grund av höga sommartemperaturer (mellan 30 och 44 grader Celsius mellan april och augusti) anses perioden november till februari vara den bästa tiden att besöka Karachi. December och januari är de populäraste månaderna för sociala evenemang, bland annat bröllop och välgörenhet, vilket gör att vid den tiden på året har Karachi flest besökare.

## Politik
Karachis kommunallagar promulgerades 1933. Till en början omfattade kommunstyrelsen borgmästaren, vice borgmästaren och 57 rådgivare. 1976 ändrades Karachis kommunstyrelse till en metropolitisk styrelse. I arbetet med att decentralisera de politiska, administrativa och finansiella resurserna, upprättade Pakistans regering 2000 en delegeringsordning. Innan införandet 2001 av den nya ordningen var Karachis administrativa område en andranivå-division, Karachidivisionen, som bestod av fem distrikt: Centrala Karachi, östra Karachi, södra Karachi, västra Karachi och Malir. När andranivå-divisionerna avskaffades sammanfördes de fem distrikten till Karachidistriktet, som blev ett officiellt stadsdistrikt 2001. Karachi har nu ett federalt system i tre nivåer:
- Styrelsen för det administrativa distriktet
  - Städernas kommunala administration
    - Rådgivande församlingar

Karachis administrativa distrikt är indelat i arton städer som styrs av en utsedd kommunal administration. Den ansvarar för infrastruktur och stadsplanering, utveckling och kommunal service (vatten, sanitet, renhållning, väghållning, markskötsel etcetera) med vissa funktioner som upprätthålls av stadsdistriktsstyrelsen.
Städerna är indelade i 178 lokalt utsedda rådgivande församlingar som utgör kärnan i det lokala bestämmandet. Varje rådgivande församling består av tretton direkt valda medlemmar, däribland en Nazim (borgmästare) och en Naib Nazim (vice borgmästare). Den rådgivande församlingen bestämmer över den lokala administrationen och ansvarar för att underlätta det administrativa distriktets planering och genomföra de kommunala tjänsterna samt att informera myndigheter om offentliga intressen och klagomål.
I de lokala valen 2005 utsågs Mustafa Kamal till borgmästare i Karachi efter Naimatullah Khan och Nasreen Jalil. Mustafa Kamal var provinsialminister för informationsteknologi i Sindh innan han antog posten som borgmästare.

### Administrativa distrikt
Karachis administrativa distrikt består av 18 städer.
| Distrikt  | Invånare | Procent |
| --------- | -------- | ------- |
| Baldia    | 406.165  | 4,32    |
| Bin Qasim | 316.684  | 3,37    |
| Gadap     | 289.564  | 3,08    |
| Gulberg   | 453.490  | 4,82    |
| Gulshan   | 625.230  | 6,65    |
| Jamshed   | 733.821  | 7,81    |
| Kiamari   | 383.778  | 4,08    |
| Korangi   | 546.504  | 5,81    |
| Landhi    | 666.748  | 7,09    |

| Distrikt        | Invånare | Procent |
| --------------- | -------- | ------- |
| Liaquatabad     | 649.091  | 6,90    |
| Lyari           | 607.992  | 6,47    |
| Malir           | 398.289  | 4,24    |
| New Karachi     | 684.183  | 7,28    |
| North Nazimabad | 496.194  | 5,28    |
| Orangi          | 723.694  | 7,70    |
| Saddar          | 616.151  | 6,55    |
| Shah Faisal     | 335.823  | 3,57    |
| SITE            | 467.560  | 4,97    |

Försvarshögkvarteret i Karachi tillhör inte Karachis administrativa distrikt utan administreras av den pakistanska armén.

## Demografi
| År   | Invånarantal |
| ---- | ------------ |
| 1856 | 56 875       |
| 1872 | 56 753       |
| 1881 | 73 560       |
| 1891 | 105 199      |
| 1901 | 136 297      |
| 1911 | 186 771      |
| 1921 | 244 162      |
| 1931 | 300 799      |
| 1941 | 435 887      |
| 1951 | 1 068 459    |
| 1961 | 1 912 598    |
| 1972 | 3 426 310    |
| 1981 | 5 208 132    |
| 1998 | 9 339 023    |
| 2017 | 14 910 352   |

Befolkningstillväxten och demografin i Karachi har förändrats mycket de senaste 150 åren. Stadens invånarantal ökar med ungefär 2,5 procent varje år, främst genom inflyttning från landsbygden med bland annat 45 000 arbetare som varje månad kommer till Karachi.
Karachi är en multietnisk, kosmopolitisk stad. Den största etniska gruppen är den urdutalande Mujahir som kom till Pakistan från olika delar av den indiska subkontinenten efter oberoendet 1947. De indiska muslimska flyktingarna fick med hjälp av den nybildade pakistanska muslimska regeringen, överta det mesta av de egendomar som blev kvar efter hinduer, sikher och andra grupper. Effekterna av massmigrationen mellan de Indien och Pakistan började redan vid oberoendet och har fortsatt fram till idag (2006). Makten förflyttades till Muhajirerna som hävdar att de var den grupp som skapade Pakistan.
Bland övriga stora grupper i Karachi finns sindhis, balocher, punjaber, pashtuner, gujarater, kashmirer, seraikis och mer än en miljon afghanska flyktingar som har bosatt sig i Karachi efter Afghanistankriget 1979. Bland flyktingarna finns flera etniska grupper: Pashtuner, tadzjiker, hazaraner, uzbeker och turkmener, som har ökat stadens befolkning med ungefär 3 miljoner invånare. Det finns också hundratusentals bengaler, araber, iranier, rakhiner och afrikaner. Ett stort samhälle med zoroastrisk-persiska parser fanns i Karachi före 1947. Stadens parser hade spelat en stor roll i Karachis historia då de hade haft nyckelpositioner i regeringen där de arbetade med filantropiska projekt och styrde affärsrörelsen i staden. Efter oberoendet emigrerade dock de flesta till västländer och 2006 var antalet parser ungefär 5 000 personer. Det finns även ett stort samhälle med katolska goaner som bosatte sig i Karachi under det Brittiska imperiet. De flesta av stadens flyktingminoriteter lever i slumområden.
Vattenbristen i Karachi är stor och större delen av staden kan bara få vatten från privata distributörer. Ett annat problem är tillgången på elektricitet. Under den varma sommaren 2006 blev det elavbrott, ofta under flera timmar nästan varje dag.
Ett minskat våld mellan urdutalande och sindhitalande har kompenserats av ökande våld mellan olika religiösa grupper som har spridits till närliggande städer.

### Språk
Det vanligaste talade språket i Karachi är urdu, nationalspråket. Dock är även sindhi, punjabi, pashto och balochi utbredda i staden. Per Pakistans folkräkning 1998, är den språkvetenskapliga distributionen i staden:
- Urdu: 48,52 %
- Punjabi: 13,94 %
- Pashto: 11,42 %
- Sindhi: 7,22 %
- Balochi: 4,34 %
- Seraiki: 2,11 %
- Övriga 12,44 %

Övriga språk inkluderar gujarati, memoni, dari, brahui, makrani, hindko, khowar, burushaski, arabiska, persiska och Bengali.

## Ekonomi
Karachi är den finansiella huvudstaden i Pakistan. Den står för den största andelen av Pakistans BNP och genererar 65 procent av statens inkomster. De flesta av Pakistans banker har sina huvudkontor i Karachi och nästan samtliga dessa ligger på den stora affärsgatan Ibrahim Ismail Chundrigar Road vilket motsvarar Wall Street i New York.
Genom samarbete med det Qatarbaserade företaget planerar Karachi Port Trust att bygga en 425 meter hög skyskrapa i hamnen som kommer att stå klar 2012. Den kommer att inrymma hotell, köpcenter och en utställningsanläggning samt en roterande restaurang med panoramautsikt över kusten och staden. Den är planerad att byggas vid Cliftonstranden och kommer att bli en av världens tio högsta byggnader.
Vid sidan av banker och finansföretag har såväl inhemska som multinationella företag kontor i Karachi. I staden finns Karachi Stock Exchange som är den största aktiebörsen i Pakistan. Den finansiella högkonjunkturen hjälpte Pakistan att nå sitt ambitiösa mål att öka bruttonationalprodukten med 7 procent för räkenskapsåret 2004-2005.
Trenden med informationsteknologi, elektronisk utrustning och callcenters har blivit en stor del av Karachis affärsliv. Callcenters för utländska företag ses som ett viktigt tillväxtområde och regeringen har minskat skatterna med upp till 80 procent för att gynna investeringar inom IT-sektorn.
Många av Pakistans oberoende TV-bolag och radiostationer har sina huvudkontor i Karachi. Geo, ARY, Hum och AAJ TV är de populäraste medan KTN, Sindh TV och Kashish TV når sina konsumenter i det gamla Karachi, landsbygden och förorterna. De genererar inkomster till staden genom annonsering, jobbtillfällen och underhållning. Kanalerna sänder via satellit och kan ses över hela världen.

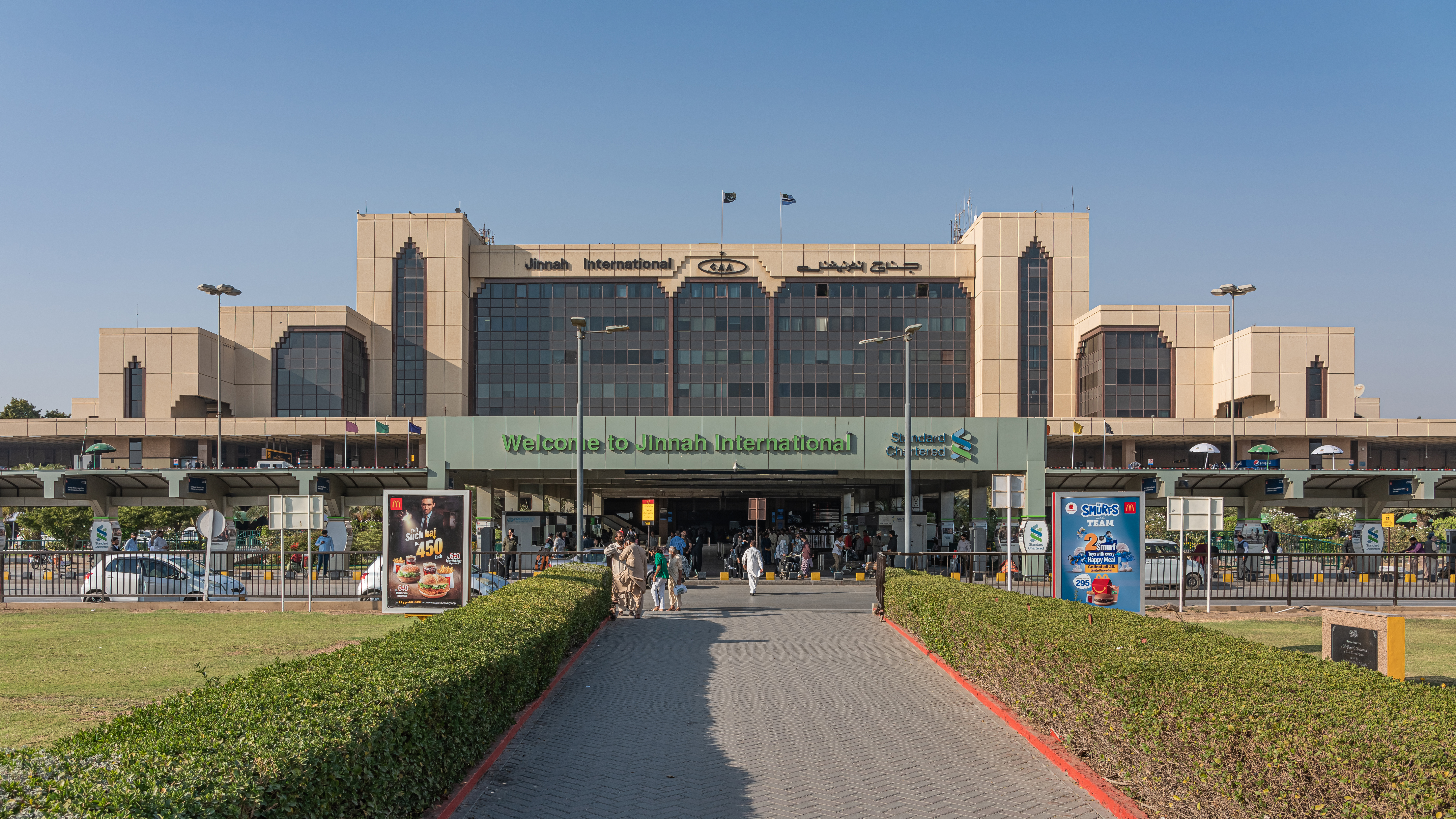
Terminalbyggnad på Jinnah International Airport

Karachi är även en stor industristad med flera stora industriområden i utkanterna av staden. De största tillverkningsindustrierna är textilier, medicinska produkter, stål, bilar och flera bomullsfabriker. Karachi är även navet för outsourcing-företag inom mjukvaruindustrin i Pakistan och i staden finns en snabbt växande frihandelszon med en årlig tillväxt på 6,5 procent. Ett expocenter har byggts i staden som är tillgängligt både för inhemska och internationella utställningar.
I Karachi finns stora biltillverkande företag som Toyota och Suzuki. Fabriken i Bin Qasim har en kapacitet på 50 000 fordon per år. Bland ytterligare fordonstillverkare i Karachi finns Millat Tractors, Adam Motors, HinoPak Buses och Trucks. Biltillverkningsindustrin är en av de snabbast växande branscherna i Pakistan och den tillhörande försäljningsindustrin ligger i huvudsak i Karachi.
Hamnen i Karachi och den närliggande Qasimhamnen är de två största hamnarna i Pakistan. Jinnah International Airport är den största flygplatsen.
Under 1960-talet sågs Karachis ekonomiska modell som en föregångare i utvecklingsländerna och många lovordade det sätt som staden ekonomi utvecklades på.

## Kultur
I Karachi finns några av de viktigaste kulturella institutionerna i Pakistan, Konsthögskolan National Academy of Performing Arts, i den nyrenoverade byggnaden Hindu Gymkhana, har en tvåårig diplomerande utbildning i konst som inkluderar klassisk musik och teater. Sedan 2004 hålls årligen en välbesökt musikfestival i staden.
Den nationella konstkommittén Koocha-e-Saqafat har musikaliska framträdanden och poetiska recitationer (Mushaira). Karachi har några museum, däribland Mohatta Palace som med jämna mellanrum har utställningar och Pakistans nationalmuseum. Kara Film Festival arrangeras årligen med oberoende pakistanska och internationella filmer och dokumentärer.
Det vardagliga livet i Karachi skiljer sig från övriga pakistanska städer. Kulturen i Karachi är en blandning influenser från mellanöstern, sydasien och västerländsk kultur samt stadens status som ett stort internationellt affärscenter. De stora skillnaderna har skapat unika kulturella beståndsdelar i en egen stil.

## Utbildning

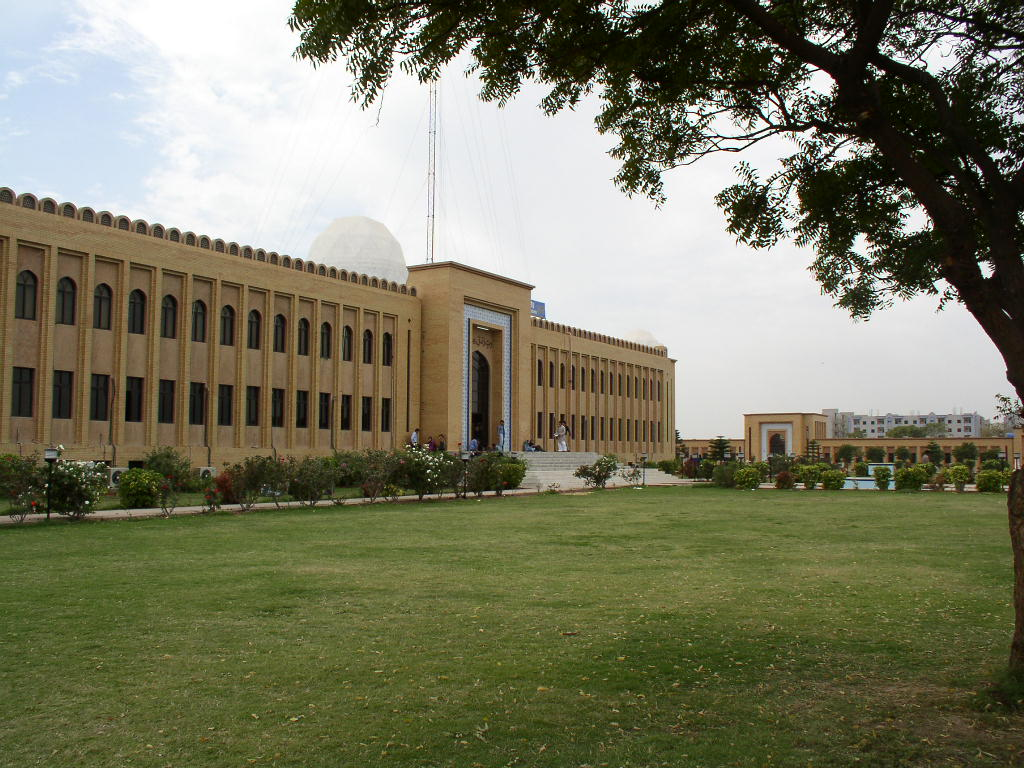
FAST-universitetet

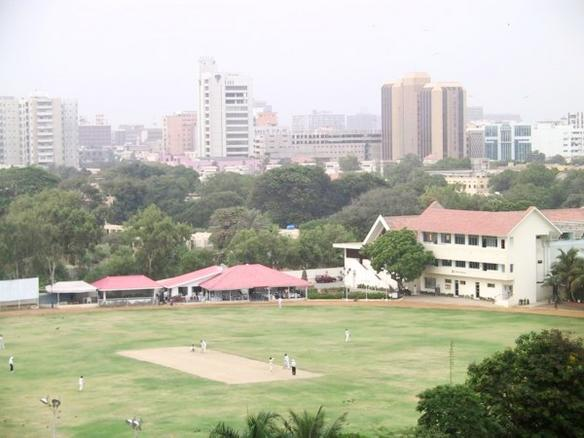
Cricketarena i Karachi

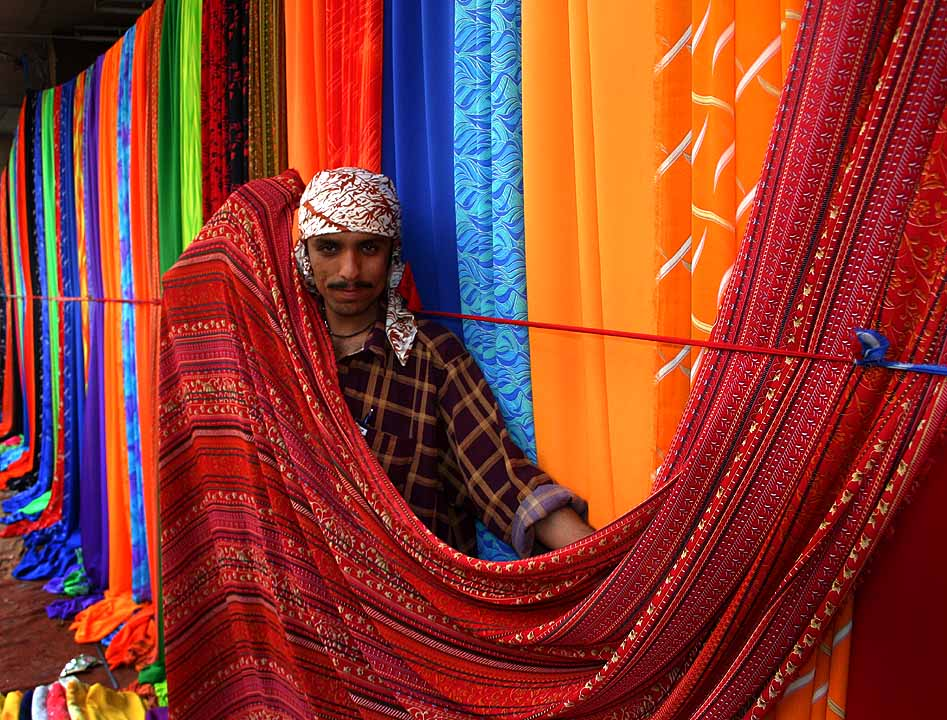
Tygmarknad vid en gata i Karachi

Tack vare att Karachi har de flesta universiteten och högskolorna i Pakistan så har staden även den högsta andelen läs- och skrivkunniga i landet. Staden är känd för sin unga studentbefolkning som kommer från hela Pakistan. De flesta universiteten har högt anseende med likartade intagningsrutiner. Bland universiteten finns Ziauddin Medical University, University of Karachi, NED University of Engineering and Technology, Aga Khan University, Institute of Business Administration Karachi, College of Business Management, National University of Computer and Emerging Sciences-(FAST), Dow University of Health Sciences, Shaheed Zulfiqar Ali Bhutto Institute of Science and Technology, Sir Syed University of Engineering and Technology, Iqra University, Usman Institute of Technology, Hamdard University och Bahria University.

## Sport
Bland de populäraste sporterna i Karachi finns cricket, landhockey, boxning, fotboll och hästkapplöpning. Den största arenan för cricket är Karachis nationalstadion men stora matcher spelas även på UBL Sports Complex, A. O. Cricket Stadium, KCCA Cricket Ground, Karachi Gymkhana Field och cricketarenan på DHA Club. Staden har även anläggningar för landhockey (Pakistans landhockeystadion), boxning (KPT Sports Complex), squash (Jehangir Khan Squash Complex) och fotboll (Peoples Football Stadium och Polo Grounds). 2005 arrangerade Karachi South Asian Football Federation Cup på People's Football Stadium. Småbåtar och segling hör också till sportaktiviteterna i Karachi.

## Shopping
I Karachi finns många marknadsplatser, både stora och små, runt om i staden. Karachiborna shoppar mycket vilket kan ses på de stora skarorna av människor som samlas vid dessa platser varje kväll. Saddar, Gulf Shopping Mall, Bahadurabad, Tariq Road, Zamzama, Zaib-un-nissa Street och Hyderi är de mest berömda shoppingområdena i staden. Det finns många olika sorters kläder och tyger i basarerna. I Saddarområdet i centrala Karachi finns massor av stora och små marknader där det går att handla allt från hushållsartiklar till tyger och elektronik. Empress Market i Saddar är en stor marknad från den viktorianska tiden där det går att köpa bland annat kryddor. Bland andra marknadsområden finns Paposh Market och Hydari.
Karachi har även flera stora moderna köpcenter, bland annat Park Towers, The Forum, Millennium Mall och Dolmen Mall. Flera nya köpcenter byggs och 2006 stod bland annat Atrium Mall, Jumeira Mall, IT Tower och Dolmen City Mall under uppförande.

## Transporter
Karachi har en modern internationell flygplats, Jinnah International Airport, som är Pakistans mest trafikerade. Den gamla flygplatsen används numera för Hajjflygningar, godstransporter och speciella besök från statsöverhuvuden. Amerikanska koalitionsstyrkor använde de gamla terminalerna för sina hjälptransporter. Vid sidan av dessa har staden även två andra flygplatser som i huvudsak används av armén.
Karachis hamn och Qasimhamnen är de största hamnarna i Pakistan. Det är moderna anläggningar som inte bara trafikeras av handelsfartyg för Pakistan, utan även för Afghanistan och instängda centralasiatiska länder. Det finns planer på nya anläggningar för passagerartrafik i Karachis hamn.
Staden är sammanbunden med det övriga landet via järnväg. Karachi City Station och Karachi Cantonment Station är Karachis största järnvägsstationer. Vid sidan av passagerartrafik hanterar järnvägssystemet en stor del av godstransporterna till och från Karachi.
Pendlingstrafiken i staden består av bilar och minibussar men det finns planer på att bygga snabbspårvägar för att avlasta vägarna och istället ge snabb service åt pendlarna.
Karachi har stora problem med den ständigt ökande biltrafiken. Enligt officiella uppgifter dödas varje år omkring 550 människor i trafikolyckor. Antalet bilar överstiger tillgången på vägar som skulle behövas vilket orsakar stora trafikstockningar. Flera projekt planeras för att komma tillrätta med problemen, bland annat genom att bygga flervåningsvägar och tunnlar vid trånga vägpassager.

## Markägande
Karachi ligger på torr ökenmark vid kusten med mycket begränsade möjligheter till jordbruk längs floderna Lyari River och Malir som går genom staden. Innan oberoendet var området omkring Karachi glest befolkat av nomader och större delen av marken ägdes av staten. Då landet blev oberoende blev Karachi huvudstad och landområdet kom under hård statlig kontroll. 
Enligt uppgifter som sammanställts av planerings- och kontrollenheten på Karachi Development Authority (KDA, utvecklingsmyndigheten) 1988, hade nästan 200 000 hektar av Karachis 213 000 hektar någon form av statligt ägande. Regeringen ägde 69 000 hektar, KDA 63 000 hektar, Karachi Port Trust 13 000 hektar, Karachi Metropolitan Corporation 13 000 hektar, Army Cantonment Board 10 000 hektar, Pakistan Steel Mills 11 000 hektar, Defense Housing Society 9 000 hektar, Port Qasim 7 000 hektar, Pakistans regering 3 000 hektar och Pakistan Railways 2 000 hektar. I slutet av 1990-talet överfördes outvecklad mark som ägdes av KDA till Malir Development Authority och Lyari Development Authority.
Defence Housing Authority har köpt 7 000 hektar mark längs motorvägen av den sindhiska regeringen för att påbörja etapp 2 av byggandet av Defense Housing Society.

## Vänorter
- Port Louis, Mauritius (2007)[10]
- Shanghai, Kina [11]
- Hongkong
- Jeddah, Saudiarabien
- Tasjkent, Uzbekistan
- Istanbul, Turkiet
- Beirut, Libanon
- Dhaka, Bangladesh
- Izmir, Turkiet (1985)
- Houston, USA (2008)[12][13][14]
- Manama, Bahrain (2007)
- Pristina, Kosovo (2008)
- Kuala Lumpur, Malaysia (2008)
- Chicago, USA (2008)